# Aripao (paroisse civile)
Pour les articles homonymes, voir Aripao.
Aripao est l'une des cinq divisions territoriales et l'une des quatre paroisses civiles de la municipalité de Sucre dans l'État de Bolívar au Venezuela. Sa capitale est Aripao.

## Géographie

### Démographie
Hormis sa capitale Aripao, la paroisse civile abrite plusieurs localités, dont :
- Aripao
- Guayabal
- La Colonial
- Entre Ríos
- Kanarakuni
- Majawa
- Medakunadinña
- Porlamar
- San Pedro de Adawaña
- Santa María de Erebato
- Suyunña